# Kubasch
Kubasch (sorbisch Kubaš) ist ein aus dem Sorbischen stammender Familienname, der vor allem in der Lausitz verbreitet ist. Er leitet sich vom christlichen Taufnamen Jakub bzw. dessen Ableitung Kuba ab, der westslawischen Form des Namens Jakob.

## Namensträger
- Georg Gustav Kubasch (sorbisch Jurij Gustav Kubaš; 1845–1924), sorbischer Pfarrer, Redakteur und Publizist
- Günter Kubasch (* 1951),  deutscher Radrennfahrer
- Heinz Kubasch (1923–2013), deutscher Museologe und Autor
- Maria Kubasch, siehe Marja Kubašec (1890–1976), sorbische Lehrerin und Schriftstellerin